# Notiocoelotes vietnamensis
Notiocoelotes vietnamensis là một loài nhện trong họ Agelenidae.
Loài này thuộc chi Notiocoelotes. Notiocoelotes vietnamensis được Jia-Fu Wang, Yajun Xu & S. Q. Li mô tả năm 2008.